# خلیج کوسه
خلیج کوسه درغربی‌ترین نقطه استرالیا، استرالیای غربی قرار دارد. جمعیت این منطقه کمتر از ۱,۰۰۰ نفر است و خط ساحلی آن بیش از ۱,۵۰۰ کیلومتر طول دارد. مساحت آن نزدیک به ۱۰,۰۰۰ کیلومتر مربع و عمق متوسط آبهایش ۱۰ متر است. خلیج کوسه در سال ۱۹۹۰ در فهرست میراث جهانی یونسکو ثبت شد.

## محیط زیست

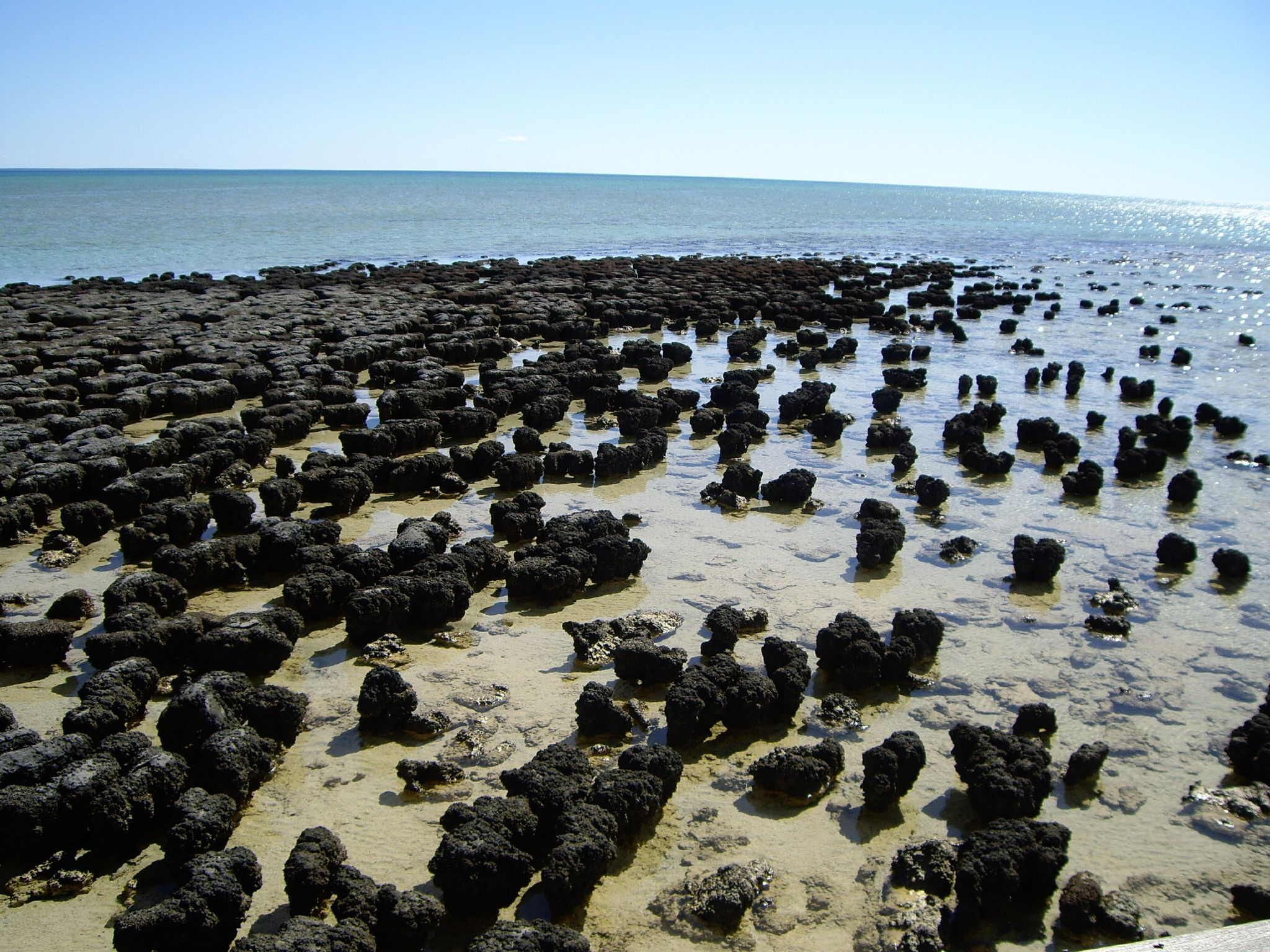

### جانوران
منطقه خلیج کوسه از نظر جانورشناسی از اهمیت بسیار برخوردار است. دراین خلیج نزدیک به ۱۰,۰۰۰ گاودریایی یعنی ۱۲٫۵ درصد از جمعیت آنها، و بیش از اقیانوس آرام و هند در این منطقه به ویژه مانکی‌میا دلفین وجود دارد. ۲۶ گونه از پستانداران در حال تهدید نیز در این منطقه قرار دارند. بیش از ۲۳۰ گونه پرنده، ۳۲۳ گونه ماهی و نزدیک به ۱۵۰ گونه از خزندگان در این منطقه وجود دارند. در این منطقه لاک‌پشت سبز و لاک‌پشت دریایی و کوسه نهنگ نیز وجود دارند. دستکم ۲۸ گونه کوسه و به‌ویژه ببرکوسه‌ها از این خلیج می‌گذرند.

### گیاهان
این خلیج، بزرگترین علفزار دریایی جهان است. بیش از ۴۸۰۰ کیلومتر از منطقه با علفزارها و سیگراس پوشیده شده‌است. این منطقه دارای بیشتر پوشش سیگراس در جهان نیز هست.

## آب‌وهوا
آب‌وهوا در این منطقه گرم و خشک است و تبخیر، کمی از میزان بارش سالانه بیشتر است. آب خلیج به اندازه ۱/۵ تا ۲ برابر شورتر از آب‌های اقیانوس اطراف است.